# Aero L-159 ALCA
Aero L-159 ALCA — чешский учебно-тренировочный и учебно-боевой самолёт (лёгкий многоцелевой штурмовик). Самолёт создан на базе L-59 и является дальнейшим развитием L-39 Albatros.
L-159 ALCA (Advanced Light Combat Aircraft) разработан чешской фирмой Aero Vodochody. Совершил первый полёт 2 августа 1997 года. Публичный дебют L-159 состоялся 5—6 июня 1999 года в рамках авиационного шоу SIAD-1999 в Братиславе. Одноместный L-159 ALCA был принят на вооружение чешских ВВС в 2001 году, двухместный L-159T — в 2007 году.

## История создания
Работы по созданию нового многоцелевого самолёта начались в 1992 году. К лету 1993 года было сформировано четыре концепции будущей машины — две на базе двигателя DV-2, а две на базе импортных агрегатов. В результате конкурса был выбран проект на базе более мощного иностранного двигателя, в качестве которого был выбран F124 фирмы Garret, что было официально утверждено летом 1994 года. Первый прототип новой машины был построен в 1997 году, а первый полёт состоялся 2 августа того же года. Программа лётных испытаний проходила до середины 1999 года. Первая серийная машина поступила на вооружение чешских ВВС 20 октября 1999 года.

## Модификации
- L-159A — одноместная базовая модификация, построено 72 экземпляра. В производстве по 2004 год.
- L-159E — экспортное обозначение L-159A для американской фирмы Draken International. 21 экземпляр.
- L-159B — двухместная модификация, построен 1 прототип.
- L-159T1 — двухместный учебно-боевой самолет, перестроенный из списанных L-159A. Перестроено 6 экземпляров. Для ВВС Ирака в серии с 2017 года.
- L-159T1+ — вариант L-159T с новой авионикой и радаром. 1 прототип.
- L-159T2 — двухместный учебно-боевой самолет, перестроенный из списанных L-159A.

## Тактико-технические характеристики
Данные соответствуют модификации L-159A.
Источник данных: Jane's, 2004.

Технические характеристики
- Экипаж: 1 пилот
- Длина: 12,72 м
- Размах крыла: 8,70 м
  - с ПТБ на законцовках: 9,54 м
- Высота: 4,77 м
- Площадь крыла: 18,80 м²
- Профиль крыла: NACA 64A-012
- Коэффициент удлинения крыла: 4,8 (с ПТБ на законцовках)
- Угол стреловидности по передней кромке: 6° 30'
- База шасси: 4,56 м
- Колея шасси: 2,42 м
- Масса снаряжённого: 4320 кг
- Максимальная взлётная масса: 8000 кг
- Максимальная посадочная масса: 6000 кг
- Максимальная масса без топлива: 6810 кг
- Масса топлива во внутренних баках: 1547 кг (+ 1377 кг в ПТБ)
- Объём топливных баков: 1980 л (+ 1700 л в ПТБ)
- Силовая установка: 1 × ТРДД Honeywell/ITEC F124-GA-100
- Тяга: 1 × 28,2 кН

Лётные характеристики
- Максимально допустимая скорость: 960 км/ч
- Максимальная скорость: 936 км/ч
- Скорость сваливания: 185 км/ч
- Боевой радиус: 790 км (с подвесной пушкой, 2× бомбами Mk.82, 2×AIM-9 и 2×500 л ПТБ)
- Практическая дальность: 1570 км
- Перегоночная дальность: 2530 км (с ПТБ)
- Скороподъёмность: 62,1 м/с
- Нагрузка на крыло: 425,5 кг/м²
- Тяговооружённость: 0,36 (без подвесок с 50% запасом топлива)
- Длина разбега: 470 м (без подвесок)
- Длина пробега: 628 м (без подвесок)
- Максимальная эксплуатационная перегрузка: +8/-4 g

Вооружение
- Точки подвески: 7 с нагрузкой:
  - 1 × 300 кг фюзеляжный
  - 2 × 550 кг внутренние крыльевые
  - 2 × 320 кг средние крыльевые
  - 2 × 150 кг внешние крыльевые
- Боевая нагрузка: 2340 кг
- Управляемые ракеты:  
  - ракеты «воздух-земля»: до 4 × AGM-65
  - ракеты «воздух-воздух»: до 4 × AIM-9
- Неуправляемые ракеты: до 4 блоков SUU-29 или CRV7
- Бомбы: до 4 свободнопадающих или корректируемых бомб

## Экспорт
Ирак — 12 октября 2012 года было объявлено о достигнутой договорённости о покупке 28 L-159, 24 из которых будут новые и 4 будут поставлены из состава чешских ВВС. Общая стоимость контракта, включая обслуживание, поставку комплектующих и вооружения, оценивается в 1 млрд долл. Самолёты получат обозначение L-159BQ.
Aero Vodochody в 2017-м ведет переговоры о дальнейших поставках L-159 Ираку и двум другим потенциальным покупателям, поэтому рассматривает возможность возобновления серийного производства

## На вооружении
Чехия:
- ВВС Чехии — 16 L-159, 5 L-159T1 и 3 L-159T2 по состоянию на 2024 год[11]

 Ирак:
- ВВС Ирака — 10 L-159А и 1 L-159T1 , по состоянию на 2020 год[12]

## Боевое применение
13 июня 2016 года Министерство обороны Ирака заявило о боевом применении L-159. Глава военного ведомства Халед аль-Обейди лично возглавил звено самолётов, в котором также находились L-159, совершивших бомбардировку позиций ИГ в Эль-Фаллудже.

## Авиационные катастрофы
- 24 февраля 2003 года L-159A ВВС Чехии разбился возле города Йинце. Пилот погиб[14].
- 22 ноября 2012 года L-159A чешских ВВС разбился в 50 км от города Колин[15]. Пилот погиб[16].

## Сравнение с аналогами
|                           | Як-130               | Aermacchi M-346                    | BAE Hawk T2 (Mk. 128) LIFT        | Hongdu L-15        | Aero L-159 ALCA               | KAI T-50 Golden Eagle         |
| ------------------------- | -------------------- | ---------------------------------- | --------------------------------- | ------------------ | ----------------------------- | ----------------------------- |
| Внешний вид               |                      |                                    |                                   |                    |                               |                               |
| Стоимость единицы, $      | ~15 млн.(на экспорт) | ~30-35 млн.                        | 29-33 млн.                        | ~10 млн.           | 10-12 млн.                    | ~25 млн.                      |
| Принят на вооружение, год | 2010                 | 2011                               | 2009                              | 2013               | 2001                          | 2007                          |
| Годы производства         | c 2009               | с 2010                             | н/д                               | c 2012             | 1997—2003                     | c 2005                        |
| Размах крыла, м           | 9,84                 | 9,72                               | 9,94                              | 9,48               | 9,54                          | 9,45                          |
| Длина, м                  | 11,24                | 11,49                              | 12,43                             | 12,27              | 12,72                         | 13,14                         |
| Масса пустого, кг         | 4600                 | 4600                               | 4480                              | 4960               | 4350                          | 6354                          |
| Макс. взлётная масса, кг  | 10 290               | 10 200                             | 9100                              | 9500               | 8000                          | 13 500                        |
| Боевая нагрузка, кг       | 3000                 | 3000                               | 3000                              | 3000               | 2700                          | н/д                           |
| Практический потолок, м   | 12 500               | 13 700                             | 13 500                            | 16 000             | 13 200                        | 14 630                        |
| Макс. скорость, км/ч      | 960                  | 1060                               | 1030                              | 1479               | 936                           | 1485                          |
| Дальность без ПТБ, км     | 1647                 | 2000                               | 2500                              | н/д                | 1600                          | 1900                          |
| Двигатель                 | 2 × ТРД АИ-222-25    | 2 × ТРД Honeywell/ITEC F124-GA-200 | 1 × ТРД Rolls-Royce Adour Mk. 951 | 2 × ТРД АИ-222-25Ф | 1 × ТРД Honeywell F124-GA-100 | 1 × ТРД General Electric F404 |
| Макс. тяга двигателя, кН  | 2 × 24,7             | 2 × 27,8                           | 1 × 29,0                          | 2 × 24,7 (41,2)    | 1 × 28,2                      | 1 × 53,07 (78,7)              |
| Произведено               | 131                  | 49                                 |                                   |                    | 72                            | 99                            |
| Заказано                  | 137                  | 57                                 |                                   |                    |                               |                               |